# Лос-Кордовас
Лос-Кордовас (исп. Los Córdobas) — город и муниципалитет на севере Колумбии, на территории департамента Кордова.

## История
Поселение, из которого позднее вырос город, было основано 16 августа 1650 года. Муниципалитет Лос-Кордовас был выделен в отдельную административную единицу в 1963 году.

## Географическое положение

Муниципалитет Лос-Кордовас

Город расположен в северо-западной части департамента, в пределах Прикарибской низменности, на левом берегу реки Кордова, к югу от побережья Карибского моря, на расстоянии приблизительно 51 километра к западу-северо-западу (WNW) от города Монтерии, административного центра департамента. Абсолютная высота — 10 метров над уровнем моря.
Муниципалитет Лос-Кордовас граничит на северо-востоке с территорией муниципалитета Пуэрто-Эскондидо, на востоке — с муниципалитетом Монтерия, на юге — с муниципалитетом Каналете, на западе и юго-западе — с территорией департамента Антьокия, на северо-западе омывается водами Карибского моря. Площадь муниципалитета составляет 430 км².

## Население
По данным Национального административного департамента статистики Колумбии, совокупная численность населения города и муниципалитета в 2015 году составляла 23 760 человек.
Динамика численности населения муниципалитета по годам:
| 2005   | 2006   | 2007   | 2008   | 2009   | 2010   | 2011   | 2012   | 2013   | 2014   | 2015   |
| ------ | ------ | ------ | ------ | ------ | ------ | ------ | ------ | ------ | ------ | ------ |
| 17 837 | 18 351 | 18 870 | 19 406 | 19 963 | 20 539 | 21 138 | 21 768 | 22 399 | 23 066 | 23 760 |

Согласно данным переписи 2005 года мужчины составляли 52,7 % от населения Лос-Кордоваса, женщины — соответственно 47,3 %. В расовом отношении белые и метисы составляли 71 % от населения города; негры, мулаты и райсальцы — 28,6 %; индейцы — 0,4 %.
Уровень грамотности среди всего населения составлял 79,2 %.

## Экономика
59,7 % от общего числа городских и муниципальных предприятий составляют предприятия торговой сферы, 35,1 % — предприятия сферы обслуживания, 3,9 % — промышленные предприятия, 1,3 % — предприятия иных отраслей экономики.

## Транспорт
К югу от города проходит национальное шоссе № 74 (исп. Ruta Nacional 74).